# Tournoi de Lisbonne (judo)
Le tournoi de Lisbonne est une compétition de judo organisée tous les ans à Lisbonne au Portugal par l'EJU (European Judo Union) faisant partie de la Coupe du monde de judo masculine ou féminine en fonction des années.

## Palmarès masculin
| European Open | European Open      | European Open    | European Open    | European Open   | European Open     | European Open      | European Open   |
| Année         | -60 kg             | -66 kg           | -73 kg           | -81 kg          | -90 kg            | -100 kg            | +100 kg         |
| ------------- | ------------------ | ---------------- | ---------------- | --------------- | ----------------- | ------------------ | --------------- |
| 2019          | Katsuma Yonemura   | Kilian Le Blouch | Nils Stump       | Hikaru Tomokiyo | Loïc Pietri       | Cédric Olivar      | Kazuya Sato     |
| 2017          | Francisco Garrigós | Tal Flicker      | Guillaume Chaine | Victor Penalber | Axel Clerget      | Niyaz Ilyasov      | Anton Brachev   |
| 2014          | Francisco Garrigós | Yu Yamaki        | Soichi Hashimoto | Joichi Hirao    | David Ruíz        | Jorge Fonseca      | Gaku Fujii      |
| World Cup     |                    |                  |                  |                 |                   |                    |                 |
| Année         | -60 kg             | -66 kg           | -73 kg           | -81 kg          | -90 kg            | -100 kg            | +100 kg         |
| 2012          | Beslan Mudranov    | Alim Gadanov     | Mansur Isaev     | Alain Schmitt   | Aleksandar Kukolj | Sergey Samoilovich | Teddy Riner     |
| 2010          | Tobias Englmaier   | Serhiy Drebot    | Joao Pina        | Flavio Canto    | Romain Buffet     | Lukáš Krpálek      | Teddy Riner     |
| 2006          | Choi Min-ho        | Oscar Peñas      | Lee Won-hee      | João Neto       | Irakli Tsirekidze | Luciano Corrêa     | Tamerlan Tmenov |

## Palmarès féminin
| European Open | European Open      | European Open     | European Open      | European Open          | European Open        | European Open     | European Open       |
| Année         | -48 kg             | -52 kg            | -57 kg             | -63 kg                 | -70 kg               | -78 kg            | +78 kg              |
| ------------- | ------------------ | ----------------- | ------------------ | ---------------------- | -------------------- | ----------------- | ------------------- |
| 2018          | Tamami Yamazaki    | Ecaterina Guica   | Christa Deguchi    | Karolina Tałach        | Giovanna Scoccimarro | Shiyu Umezu       | Yelyzaveta Kalanina |
| 2015          | Taciana Lima       | Majlinda Kelmendi | Nora Gjakova       | Jennifer Wichers       | Laura Vargas-Koch    | Karen Stevenson   | Carolin Weiß        |
| 2013          | Taciana Lima       | Miranda Wolfslag  | Vlora Bedeti       | Anicka van Emden       | Heide Wollert        | Iris Lemmen       | Franziska Konitz    |
| World Cup     |                    |                   |                    |                        |                      |                   |                     |
| Année         | -48 kg             | -52 kg            | -57 kg             | -63 kg                 | -70 kg               | -78 kg            | +78 kg              |
| 2011          | Ana Hormigo        | Natalia Kuzyutina | Giulia Quintavalle | Alice Schlesinger      | Barbara Bandel       | Heide Wollert     | Tea Dongouzachvili  |
| 2009          | Sarah Menezes      | Joana Ramos       | Telma Monteiro     | Esther Stam            | Elisabeth Greve      | Yahima Ramirez    | Wu Xiaowei          |
| 2007          | Liudmila Bogdanova | Telma Monteiro    | Isabel Fernandez   | Elisabeth Willeboordse | Leire Iglesias       | Esther San Miguel | Sandra Koeppen      |